# جون ويلارد
جون ويلارد (بالإنجليزية: John Willard)‏ هو قاضي ومحامي وسياسي أمريكي، ولد في 20 مايو 1792، وتوفي في 31 أغسطس 1862. حزبياً، نشط في الحزب الديمقراطي. وقد انتخب عضو مجلس ولاية نيويورك.